# Prionurus
Prionurus é um gênero de peixe-cirurgião da família Acanthuridae. Em alguns lugares são conhecidos como cauda-de-serra, pois podem chegar a possuir 2 ou 3 espinhos próximos á cauda.

## Espécies
- - Prionurus biafraensis (Blache & Rossignol, 1961).
  - Prionurus chrysurus Randall, 2001.
  - Prionurus laticlavius (Valenciennes, 1846).
  - Prionurus maculatus (Randall & Struhsaker, 1981).
  - Prionurus microlepidotus Lacépède, 1804.
  - Prionurus punctatus Gill, 1862.
  - Prionurus scalprum Valenciennes, 1835.